# 수비크만

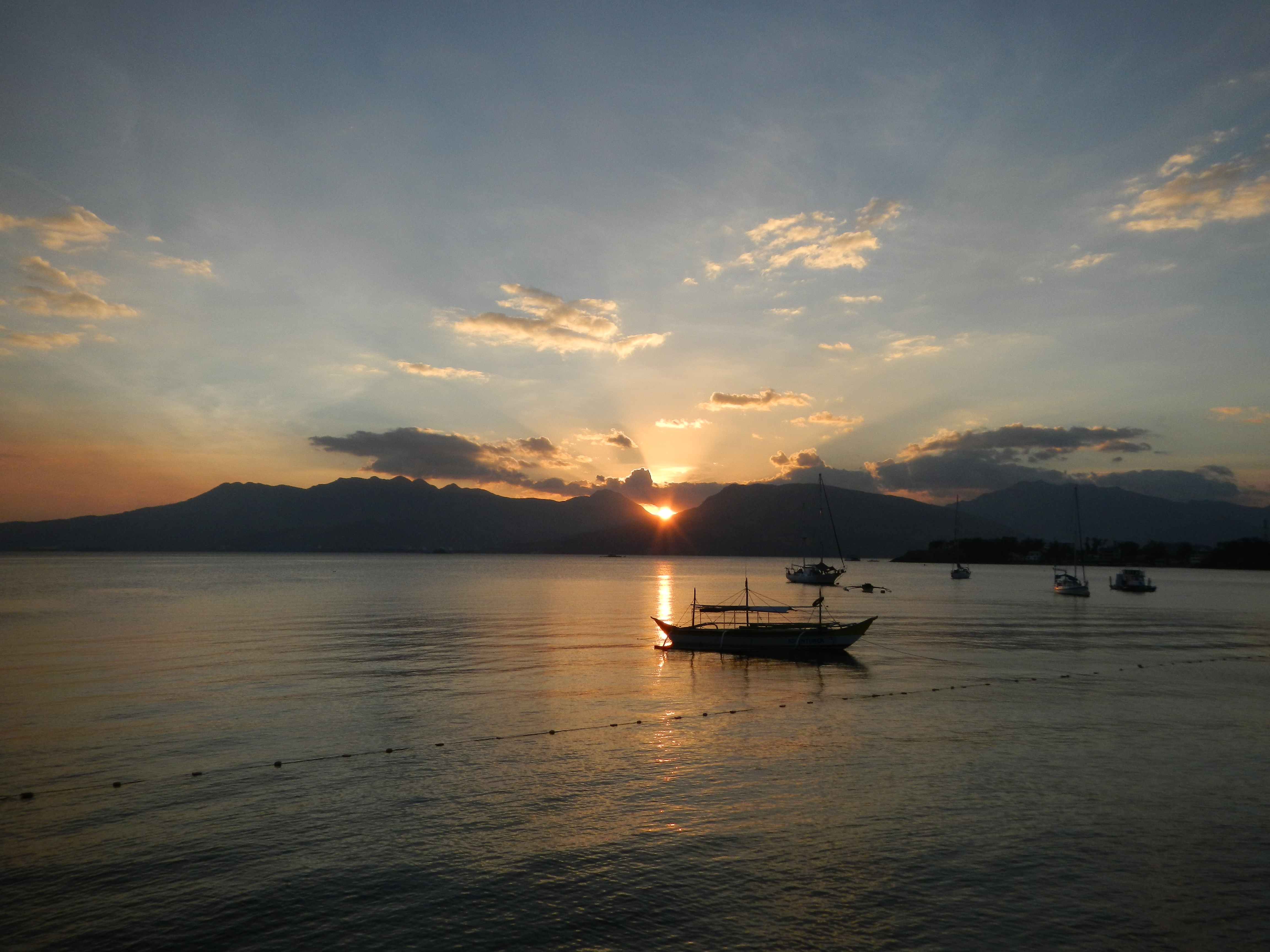
수비크만의 일몰

수비크만(Subic Bay)은 필리핀 루손 중서부에 있는 만이다. 마닐라만에서 약 100km 북쪽에 위치하고 있으며 남중국해에 면한다. 수비크만은 남중국해의 연장이며, 해안선은 이전에는 수비크만 미국 해군기지라고 이름 붙었던 미국 해군의 시설들이 있었지만, 현재는 수비크만 메트로폴리탄 자치구에서 관할하는 수비크만 자유항 존이라고 이름 붙은 산업과 상업 지역이 되었다.